# Adenophora remotiflora
Adenophora remotiflora là loài thực vật có hoa trong họ Hoa chuông. Loài này được Philipp Franz von Siebold & Joseph Gerhard Zuccarini mô tả khoa học đầu tiên năm 1846 dưới danh pháp Campanula remotiflora. Năm 1866 Friedrich Anton Wilhelm Miquel chuyển nó sang chi Adenophora.